# Aartsbisdom Santiago de Cuba

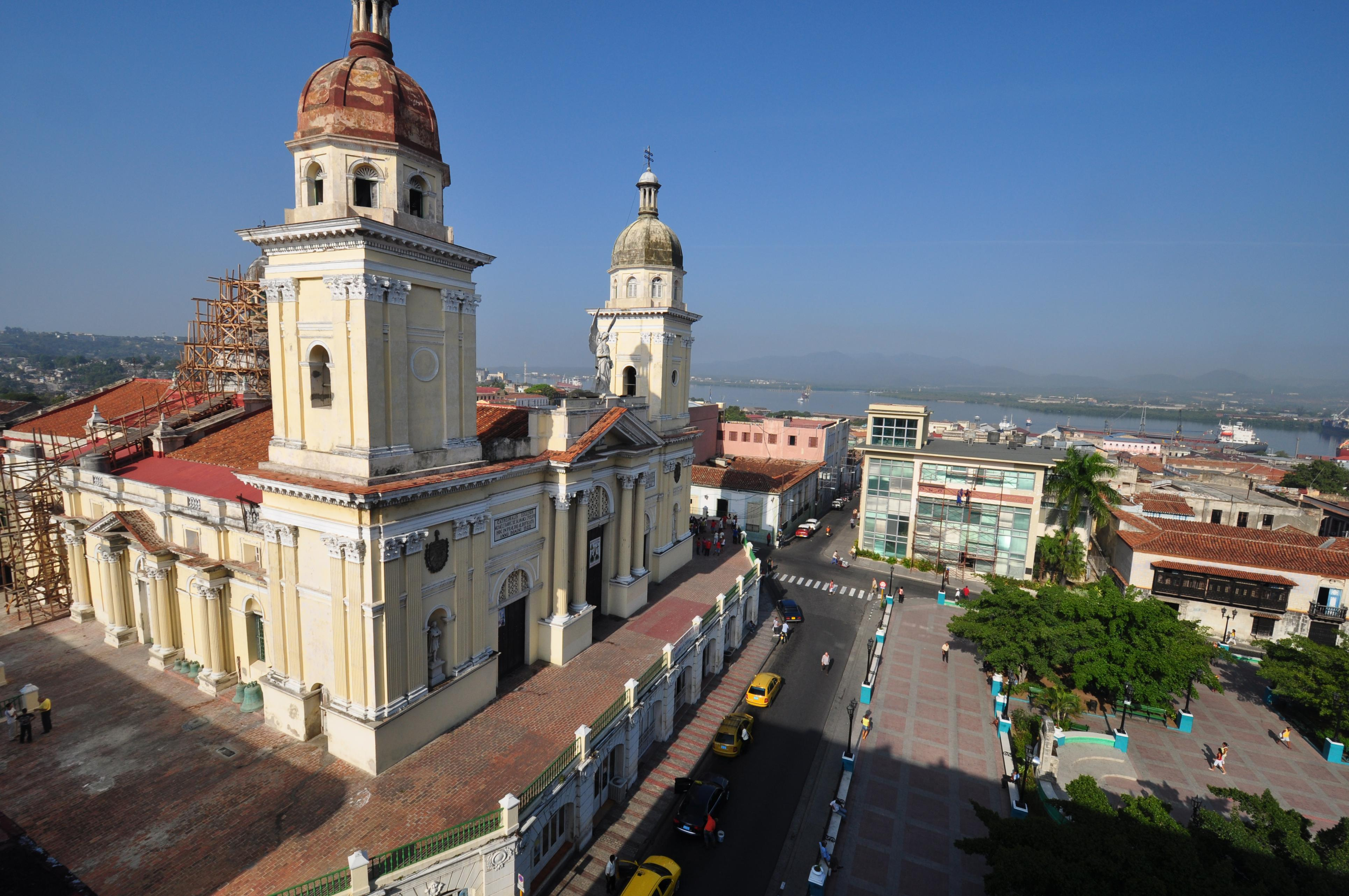
Kathedraal van Santiago de Cuba

Het aartsbisdom Santiago de Cuba (Latijn: Archidioecesis Sancti Iacobi in Cuba, Spaans: Arquidiócesis de Santiago de Cuba) is een in Cuba gelegen rooms-katholiek aartsbisdom met zetel in de stad Santiago de Cuba. De aartsbisschop van Santiago de Cuba is metropoliet van de kerkprovincie Santiago de Cuba waartoe ook de volgende suffragane bisdommen behoren:
- Bisdom Guantánamo-Baracoa
- Bisdom Holguín
- Bisdom Santisimo Salvador de Bayamo y Manzanillo

## Geschiedenis
Het bisdom Baracoa werd in 1518 door paus Leo X met de apostolische constitutie Super specula opgericht uit gebiedsdelen van het bisdom Santo Domingo. Het werd suffragaan aan het aartsbisdom Sevilla. Het bisdom Baracoa werd op 28 april 1522 hernoemd naar bisdom Santiago de Cuba. In 1527 werd het territorium van het opgeheven bisdom Concepción de la Vega toegevoegd. Op 12 februari 1546 werd het bisdom suffragaan aan het aartsbisdom Santo Domingo. Op 10 september 1787 werd een gedeelte van het territorium afgestaan voor de oprichting van het bisdom San Cristóbal de la Habana.
Op 24 november 1803 verhief paus Pius VII Santiago de Cuba met de apostolische constitutie In universalis Ecclesiae regimine tot aartsbisdom. Op 10 december 1912 werden gebiedsdelen afgestaan voor de oprichting van het bisdom Camagüey. Dit gebeurde op 8 januari 1979 nogmaals bij de oprichting van het bisdom Holguín en op 9 december 1995 voor de oprichting van het bisdom Santisimo Salvador de Bayamo y Manzanillo (apostolische constitutie Venerabilis Frater). Op 24 januari werd uit een deel van het aartsbisdom met de apostolische constitutie Spirituali Christifidelium het bisdom Guantánamo-Baracoa opgericht.
In het aartsbisdom bevindt zich het meest populaire bedevaartsoord van Cuba: Virgen de la Caridad del Cobre. (Barmhartige Vrouwe van Cobre)
De huidige aartsbisschop van Santiago de Cuba is Dionisio García Ibáñez.